# Yonder
Yonder (욘더?, YondeoLR) è una serie televisiva sudcoreana trasmessa su Tving dal 14 al 21 ottobre 2022, basata sul romanzo Goodbye, Yonder di Kim Jang-hwan. In lingua italiana è disponibile su Paramount+.

## Trama
Dopo la morte della moglie Yi-hoo, suo marito Ja-hyun riceve un invito per lo "Yonder", un mondo creato usando i suoi ricordi dove può incontrarla per l'ultima volta.

## Personaggi e interpreti
- Ja-hyun, interpretato da Shin Ha-kyun, doppiato da Guido Di Naccio
- Yi-hoo, interpretata da Han Ji-min, doppiata da Gaia Bolognesi
- Se-rin, interpretata da Lee Jung-eun, doppiata da Cristina Boraschi
- Dottor K, interpretato da Jung Jin-young
- Pro Park, interpretato da Bae Yoo-ram, doppiato da Federico Di Pofi
- Peach, interpretata da Yoon Yi-re, doppiata da Ludovica Bebi
- AI Seri, interpretata da Choi Hee-seo
- Joeun, interpretato da Jo Bo-bi